# Horenské právo
Horenské právo je souhrnný název souboru právních a obyčejových norem používaných od středověku ve vinohradnictví a vinařství v českých zemích (zejména na Moravě). Jednalo se o soustavu pořádkových a trestních předpisů rozhodovaných a vykonávaných orgánem zvaným horenský soud, jehož hlavním představitelem byl perkmistr (neboli horný).

## Historie
Nejstarší doložený soupis horenského práva v českých zemích pochází z roku 1281, kdy olomoucký biskup Dětřich z Hradce vydal horenské právo pro vinice v okolí Kroměříže. Horenská práva byla zrušena 22. září 1784, kdy je císař Josef II. zneplatnil vydáním Všeobecných vinohorenských zřízení pro markrabství Moravské, ovšem v povědomí vinohradníků byla často udržována i poté.

## Vymezení pojmu
Právní řády vymezené speciálně pro vinohradnictví a vinařství byly od středověku formulovány nejen v českých zemích, ale i jinde. Horenské právo se jinde nazývalo např. latinským "ius montium" či německým "Bergrecht".
Termín horenské právo zahrnoval několik významů. V první řadě to byl horenský řád, jímž se vymezovala správa vinic, dále pak horenský soud, který rozhodoval spory mezi majiteli vinic (viničných hor) a posléze označoval také pravidelná shromáždění vinohradníků příslušných oblastí. V neposlední řadě termín horenské právo vymezoval také práva panovníka k vinicím.